# Le Changelin
Le Changelin (titre original : The Changeling) est un roman de fantasy et d'horreur écrit par Victor LaValle, paru en 2017 puis traduit en français et publié en 2024.
Le Changelin a obtenu le prix Locus du meilleur roman d'horreur 2018, le prix World Fantasy du meilleur roman 2018 ainsi que le prix British Fantasy du meilleur roman d'horreur 2018.

## Éditions
- The Changeling, Spiegel & Grau (en), 13 juin 2017, 431 p.  (ISBN 978-0-8129-9594-7)
- Le Changelin, ActuSF, 5 novembre 2024, trad. Claire Chevalier, 450 p.  (ISBN 978-2-37686-590-2)